# Tight end

Exemplo do posicionamento do tight end na formação ofensiva.

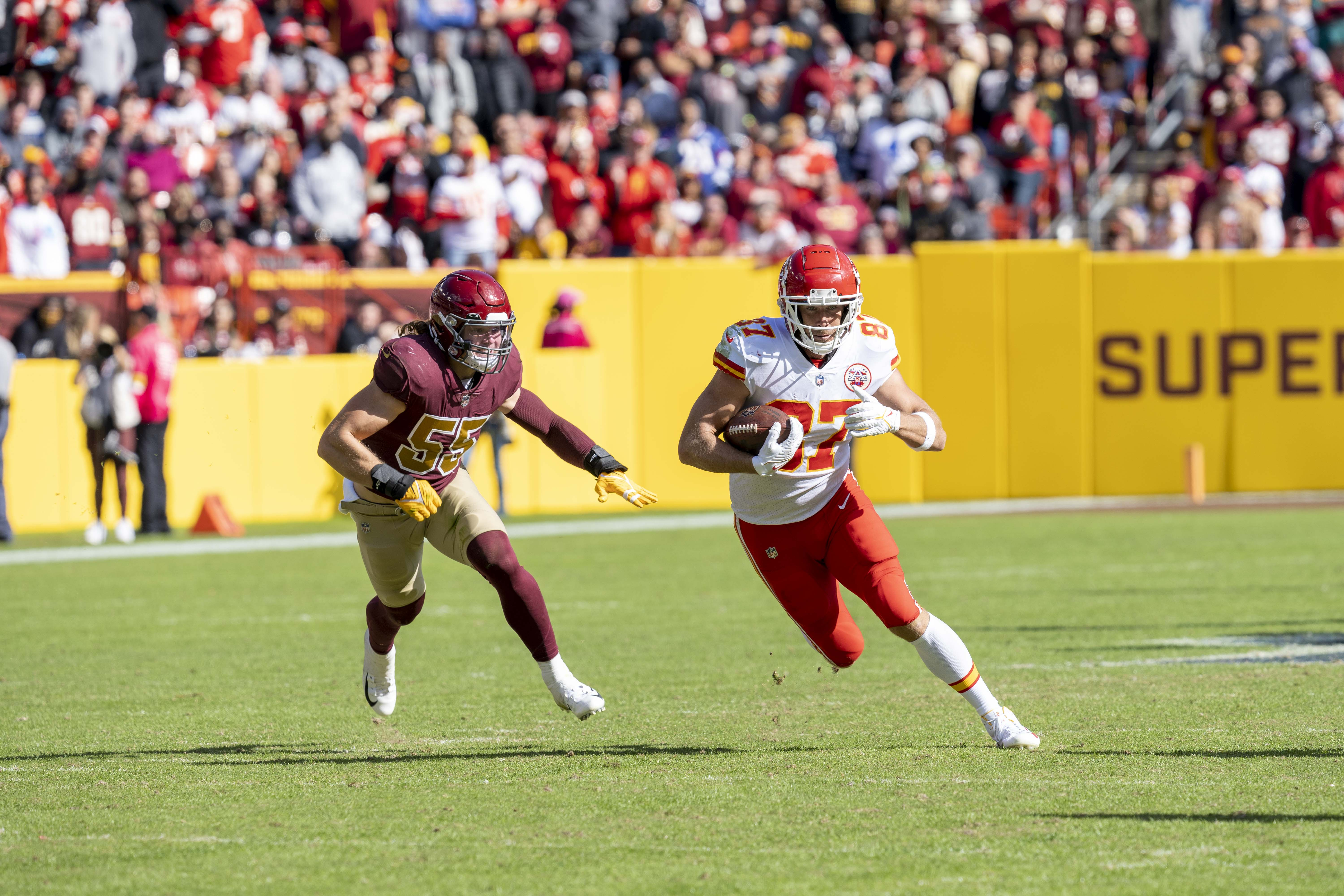
O tight end Travis Kelce (direita) correndo com a bola. Tight ends são recebedores que também atuam no bloqueio.

O Tight End (TE) é uma posição ofensiva do futebol americano. O Tight End às vezes é o último homem na linha ofensiva, mas seu biótipo e sua função em campo é bem diferente de um jogador de bloqueio. O papel dos Tight Ends pode mudar dependendo da técnica e da tática de cada treinador, mas seu papel principal é bloquear para o Running Back e para o Quarterback que esteja carregando a bola ou se preparando para passá-la, fazer recepções de passes do quarterback e ajudar a manter o pocket assistindo os Linemen no bloqueio durante as jogadas de passe. O Tight End normalmente se alinha junto com os offensive tackles, adicionando assim mais um homem na linha ofensiva. O lado do Tight End é chamado de "strong side" (lado forte); o lado sem ele é chamado "weak side" (lado fraco). (Linebackers, por extensão, ficam no "strong-side" ou o "weak-side" dependendo de sua formação defensiva; similarmente, os safeties tomam seu lugar na secundária se opondo aos TE nas formações). Tight ends também pode se movimentar antes da jogada. Apesar de quase sempre se formar ao lado da linha ofensiva, o Tight End não é considerado um jogador de linha ofensiva, mas como uma espécie de slot-receiver. A partir da década de 1990 e se consolidando na década de 2010, a posição de tight end evoluiu, com a posição inerente de bloqueador extra sendo uma função secundária a de recebedor. Assim, os tight ends são mais leves e versáteis do que costumavam ser.